# Vuurtoren van Lincoln Rock
De Lincoln Rock Light was een vuurtoren in het zuidoosten van Alaska op Lincoln Rock.
De oorspronkelijke vuurtoren werd in 1903 gebouwd. In 1909 werd het gebouw beschadigd door een storm. In 1911 werd een nieuw gebouw op het eiland geplaatst om mistsignalen te geven. In 1944 werd er aan het gebouw een lichttoren toegevoegd. De vuurtoren werd uit gebruik genomen in 1968 en het gebouw werd nadien afgebroken.